# Corey Stoll
Corey Daniel Stoll (Nova York, 14 de março de 1976) é um ator norte-americano.

## Biografia
Stoll nasceu no distrito Upper West Side de Nova York, em uma família judia. Ele se formou em 1998 no Oberlin College, e depois na Tisch School of Arts da Universidade de Nova Iorque em 2003.
Seu primeiro papel na televisão foi em 2004 em um episódio de CSI: Crime Scene Investigation. No mesmo ano, ele apareceu em episódios de Charmed e NYPD Blue. No ano seguinte, estreou no cinema com o filme North Country.
Nos anos seguintes ele apareceria em séries como Alias, Numb3rs, CSI: Miami, ER, Law & Order, NCIS, The Good Wife e teria um papel principal em Law & Order: Los Angeles. No cinema ele apareceu em filmes como The Number 23, Salt, The Bourne Legacy, e Midnight in Paris como Ernest Hemingway.
Em 2013, ele passou a ter um papel principal na série House of Cards, da Netflix, interpretando o Deputado Peter Russo. Ele recebeu uma indicação ao Globo de Ouro.
Em 2014, estrelou a série The Strain, baseada na chamada Trilogia da Escuridão de Guillermo del Toro e Chuck Hogan, como Dr. Ephraim "Eph" Goodweather.  
Em 2015, interpretou o vilão Darren Cross/Jaqueta Amarela no filme Ant-Man, da Marvel Studios.
Em 2019, Stoll estrelou a série da Netflix, Ratched.
Em 2020, passou a interpretar Michael Prince, um rival comercial de Bobby Axelrod, na série Billions da Showtime.  Em 2023, ele estrela na Broadway a peça "Appropriate", atuando ao lado de Sarah Paulson e Elle Fanning. Por sua performance, ele foi indicado ao Tony Award de "Melhor Ator em Peça".

## Vida Pessoal
Stoll ficou noivo de sua namorada Nadia Bowers, atriz e descendente de Maximiliano de Beauharnais e Josefina de Beauharnais, em outubro de 2014. Eles se casaram em 21 de junho de 2015. Eles deram as boas-vindas ao primeiro filho em outubro de 2015.